# 自殺突擊隊：戰勝正義聯盟
《自殺突擊隊：戰勝正義聯盟》是由Rocksteady Studios開發、華納兄弟互動娛樂發行的動作冒險遊戲，於2024年在Microsoft Windows、PlayStation 5和Xbox Series X/S上發售。該遊戲為《蝙蝠俠：阿卡漢》系列作品之一，是唯一沒有蝙蝠俠以玩家和主要身分出現，而故事反為講述自殺突擊隊試圖擊敗入侵地球的魔神腦以及被其精神控制的正義聯盟。
遊戲原預定2023年5月26日發售，因玩家體驗之問題，延後至2024年2月2日發售。

## 劇情
遊戲繼承《蝙蝠俠：阿卡漢騎士》的敘述故事之後，面臨魔神腦入侵大都會，由阿曼達·華勒派遣的政府特遣部隊自殺突擊隊成員哈莉·奎茵、迴旋鏢隊長、死亡射手和鯊魚王將負責調查和殺死「阿爾法目標」。自殺突擊隊與魔神腦的爪牙戰鬥後，發現「阿爾法目標」就是被魔神腦精神控制的超人和正義聯盟。

## 人物

### 自殺突擊隊
- 哈莉·奎茵（Harley Quinn；塔拉·史壯配音）[3]
- 死亡射手（Deadshot；Bumper Robinson配音）
- 迴旋鏢隊長（Captain Boomerang；Daniel Lapaine配音）
- 鯊魚王（King Shark；薩摩亞·喬配音）[3]

### 正義聯盟
- 超人（；諾蘭·諾斯配音）
- 閃電俠（The Flash；斯科特·波特配音）
- 綠光戰警（Green Lantern；Dan White配音）
- 蝙蝠俠（Batman；凯文·康罗伊配音）

## 外部連結
- 官方网站：英文、繁體中文